# Хенри Купър
Сър Хенри Купър (на английски: Henry Cooper) е британски боксьор аматьор и професионалист от тежката категория.
Той е роден на 3 май 1934 г. На 21 май 1966 г. се среща с Касиус Клей (известен по-късно като Мохамед Али) в Лондон в мач за световен шампион в тежката категория. Клей го побеждава в 6-ия рунд.